# Manigoto
Manigoto é uma freguesia portuguesa do município de Pinhel, com 15,89 km² de área e 150 habitantes (censo de 2021). A sua densidade populacional é 9,4 hab./km².
A freguesia de Manigoto encontra-se limitada a norte pela freguesia de Vascoveiro, a sul pela freguesia de Lamegal, a este pela freguesia de Atalaia e a oeste pela freguesia de Lameiras.

## Demografia
A população registada nos censos foi:
| Ano  | 0-14 Anos | 15-24 Anos | 25-64 Anos | > 65 Anos |
| 2001 | 15        | 22         | 82         | 76        |
| 2011 | 11        | 14         | 80         | 81        |
| 2021 | 5         | 6          | 52         | 87        |

## Património
- Igreja Matriz de Manigoto
- Monumento a Nossa Senhora da Conceição